# Rob Newman
Robert Nigel Newman (Bradford on Avon, 13 december 1963) is een Engels voormalig betaald voetballer. Newman was een centrale verdediger.

## Clubcarrière
Newman debuteerde in het betaald voetbal bij Bristol City in 1981 en kwam tien seizoenen uit voor de club. Hij speelde meer dan 400 officiële wedstrijden voor Bristol City. In 1991 verhuisde hij naar Norwich City. Zijn loopbaan was al meer dan tien jaar aan de gang, en hij was een van de meest ervaren spelers op het terrein, toen de centrale verdediger met de club mocht aantreden in de tweede ronde van de UEFA Cup 1993/94, tegen de Duitse voetbalgrootmacht Bayern München in het Olympiastadion. Eerder had men Vitesse uitgeschakeld. Norwich, met Newman negentig minuten tussen de lijnen, versloeg Bayern tot de verbazing van eenieder met 1–2. Jeremy Goss en Mark Bowen waren de nu legendarische doelpuntenmakers.
Newman speelde vanaf 1998 voor Southend United, nadat de toenmalige Norwich-trainer Bruce Rioch het contract van Newman niet verlengde. Newman ging op een alsmaar lager niveau spelen, aangezien hij stilaan 40 werd. In 2003 stopte hij met voetballen bij Chelmsford City, waar hij als back-up diende door de vele geblesseerden die de club op dat moment telde. In 2007/08, toen Newman als assistent aan de slag was bij AFC Bournemouth, keerde hij even terug uit pensioen en verscheen bij The Cherries soms op het wedstrijdblad. De voormalige verdediger was toen 44 jaar oud. Hij vervulde de rol van assistent twee seizoenen lang onder trainer Kevin Bond.

## Trivia
- Eddie Howe, die in mei 2015 als hoofdtrainer met Bournemouth voor het eerst naar de Premier League promoveerde, was samen met Newman assistent bij de club.[4]